# Ван-шот
Ван-шот (англ. One-shot) — це комікс, опублікований як окремий, самостійний випуск, з самостійною історією, а не частиною продовжуваної чи обмеженої серії. Перші появи ван-шотів датуються початком 19 століття. Тоді вони публікувалися в газетах, а у теперішній час вони можуть бути видані окремими книгами коміксів, частинами коміксів / антологій або опублікованими онлайн на веб-сайтах. У телевізійній індустрії ван-шот іноді служить пілотним випуском для створення інтересу до нового серіалу.

## Огляд
У японській індустрії манґи ван-шот називається yomikiri (яп. 読み切り) , термін, який означає, що комікс представлений повністю без будь-якого продовження.  Ван-шоти часто створюють для змагань та конкурсів, а іноді згодом вони перетворюються на повнометражний серіал. Тоді вони виконують ту саму функцію, що і телевізійний пілот. Багато популярних серіалів манґи починалися як ван-шоти, такі як Dragon Ball, Fist of the North Star, Naruto, Bleach, One Piece, Berserk, Kinnikuman і Death Note. Деякі відомі автори манґи, такі як Торіяма Акіра та Такахасі Руміко, працювали над численними оповіданнями на додаток до своїх серійних творів.

## Ван-шот манґа
Історії коміксів різних країн та регіонів йдуть різними шляхами. Японське раннє комікс-мистецтво, або манґа, зародилося у 12 столітті і розвинулося з Chōjū-jinbutsu-giga («Карикатури на людей і тварин»), дійшовши до ukiyo-e («плавучий світ») у 17 столітті. Гумористичні комікси та карикатури західного зразка були завезені до Японії наприкінці 19 століття і вплинули на стилі комікс-мистецтва. З іншого боку, значного розвитку японське комікс-мистецтво сучасної епохи набуло після Другої світової війни і надалі розвинулося у різноманітні жанри. На сьогоднішній день Японія має найбільший і найрозвиненіший ринок манґи у світі. Майже чверть усіх друкованих матеріалів в Японії випускається у формі манґи, а аудиторія читачів — різного віку.